# Paweł Czerwiński (powstaniec styczniowy)
Paweł Czerwiński, pseud. „Sawa” (ur. w 1841, powieszony 19 marca 1864 w Uszpolu (powiat wiłkomierski)) – dowódca oddziału wojsk polskich w czasie powstania styczniowego.
Ukończył studia w Petersburgu, studiował kolejno na Instytucie Górniczym, Uniwersytecie i Instytucie Technologicznym. Utrzymywał tu ścisłe związki z radykalną rosyjską partią „Narodnaja Wola”. Po wybuchu powstania poszukiwał kontaktów z oddziałami powstańczymi. Przybył na Inflanty, był jednym z organizatorów tamtejszego powstania (w majątku Rycków Marienhausen), później przyłączył się do oddziału Kulczyckiego. Na pograniczu powiatów drysieńskiego i lucyńskiego został schwytany. Był więziony w twierdzy w Dyneburgu. 19 czerwca 1863 został skazany na 4 lata ciężkich robót. 
1 lipca zbiegł z więzienia i wrócił do walczących oddziałów, tym razem do Wrześniewskiego. Walczył pod Oniksztami i Traupią. Później, 9 października Czerwiński na czele 20-osobowego oddziału stoczył zwycięską walkę znów pod Oniksztami. 3 stycznia został rozbity pod Sosnówką (w powiecie wiłkomierskim), a sam Czerwiński, ranny, dostał się do niewoli. Wyrokiem sądu z 23 lutego 1864 roku został skazany na śmierć przez powieszenie. Wyrok wykonano nieumiejętnie, dwukrotnie wieszając skazańca.
Uzasadnienie wyroku według Spisu przestępców politycznych skazanych w guberniach: wileńskiej, kowieńskiej, grodzieńskiej, mińskiej, witebskiej, mohylowskiej i augustowskiej, od czasu wybuchłego na Litwie powstania do 1-go października (st. st.) 1864 roku:

Syn Jana, szlachcic gub. Witebskiej. Skazany na mocy konfirmacji Dowódcy wojsk Wileńskiego Okręgu Wojennego, która nastąpiła 11 lutego 1864 roku, na zatwierdzenie przez Audytorjat. Powieszony w Uszpolu pow. Wiłkomierskiego 7 marca 1864 roku, za branie czynnego udziału w powstaniu przez dwukrotne wstąpienie do oddziałów powstańców, za ucieczkę z pod straży w czasie sądu, za pierwsze przebywanie w oddziale i dowództwo po ucieczce w oddziale i dokonywanie z nim: rozboi, zabójstw i torturowań nad bezbronną ludnością, pozostałą wierną swemu obowiązkowi.

## Rodzina
Był synem Jana i Wiktorii.
Bracia Pawła Czerwińskiego:
- Jan był dowódcą oddziału w Lubelskiem – został rozstrzelany w Kijowie
- Rajmund walczył w partii Topora (Ludwika Zwierzdowskiego) – został zabity[2].